# Dorothée II de Jérusalem
Dorothée II (en grec : Δωρόθεος Β΄) fut patriarche orthodoxe de Jérusalem de c. 1505 à 1537.